# Åseda
Åseda – miejscowość (tätort) w południowej Szwecji, w regionie administracyjnym (län) Kronoberg. Siedziba władz (centralort) gminy Uppvidinge.
W 2015 roku Åseda liczyła 2557 mieszkańców.

## Położenie
Miejscowość jest położona w prowincji historycznej (landskap) Smalandia, ok. 45 km na północny wschód od Växjö przy drodze krajowej nr 23/37.

## Demografia
Liczba ludności tätortu Åseda w latach 1960–2015: